# Jugurtia algerica
Jugurtia algerica är en stekelart som först beskrevs av Schulthess 1929.  Jugurtia algerica ingår i släktet Jugurtia och familjen Masaridae. Inga underarter finns listade i Catalogue of Life.